# Jesper Seier
Jesper Seier, född den 21 september 1965 i Fredericia, är en dansk seglare.
Han tog OS-guld i soling i samband med de olympiska seglingstävlingarna 1992 i Barcelona.